# Драбинівка (заказник)
Драби́нівка — ботанічний заказник місцевого значення в Україні. Розташований у межах Полтавського району, Полтавської області, поблизу села Бутенки.
Площа 55 га. Створено відповідно до рішення обласної ради 27.10.1994 року. Перебуває у віданні: Бутенківська сільська громада, Золотарівська сільська рада.
Охороняється цінна ділянка степової рослинності з багатим різнотрав'ям та рідкісними первоцвітами у долині річки Великий Кобелячок. Перспективну до заповідання ділянку виявили вчитель біології Шевель Іван Михайлович та учні Бутенківської школи.
У заказнику зростають весняні первоцвіти: брандушка різнобарвна, шафран сітчастий, занесені до Червоної книги України, також трапляються гадюча цибулька китицецвіта, рястка Буше, осока рання, гіацинтик білий, горицвіт весняний, фіалка двозначна, бурачок пустельний, костянець зонтичний, валеріана бульбиста, перстач пісковий, тонконіг бульбистий, белевалія сарматська, астрагал довголистий.
У нижній частині схилу північно-східної експозиції зростають глід колючий, а також лісові первоцвіти: проліска сибірська, ряст ущільнений, пшінка весняна, анемона жовтецева, первоцвіт весняний, рябчик руський, тюльпан дібровний.
Літнє різнотрав'я представлене такими видами: шавлія поникла, жовтець іллірійський, жовтець багатоквітковий, дивина фіолетова, залізняк бульбистий, рутвиця мала, чебрець Маршалла, гадючник звичайний, горошок мишачий, конюшина альпійська, конюшина гірська, суниці зелені, гострокільник волосистий, ломиніс цілолистий.
На верхівці пагроба є невелика ділянка ковили волосистої, а в нижній частині влітку зростають материнка звичайна, лаватера тюрінгська, самосил гайовий.
У заказнику розроблені еколого-туристичні маршрути, проводяться пізнавальні екскурсії. У 2019 році за рахунок коштів обласного бюджету та Бутенківської територіальної громади облаштовано туристичну інфраструктуру.

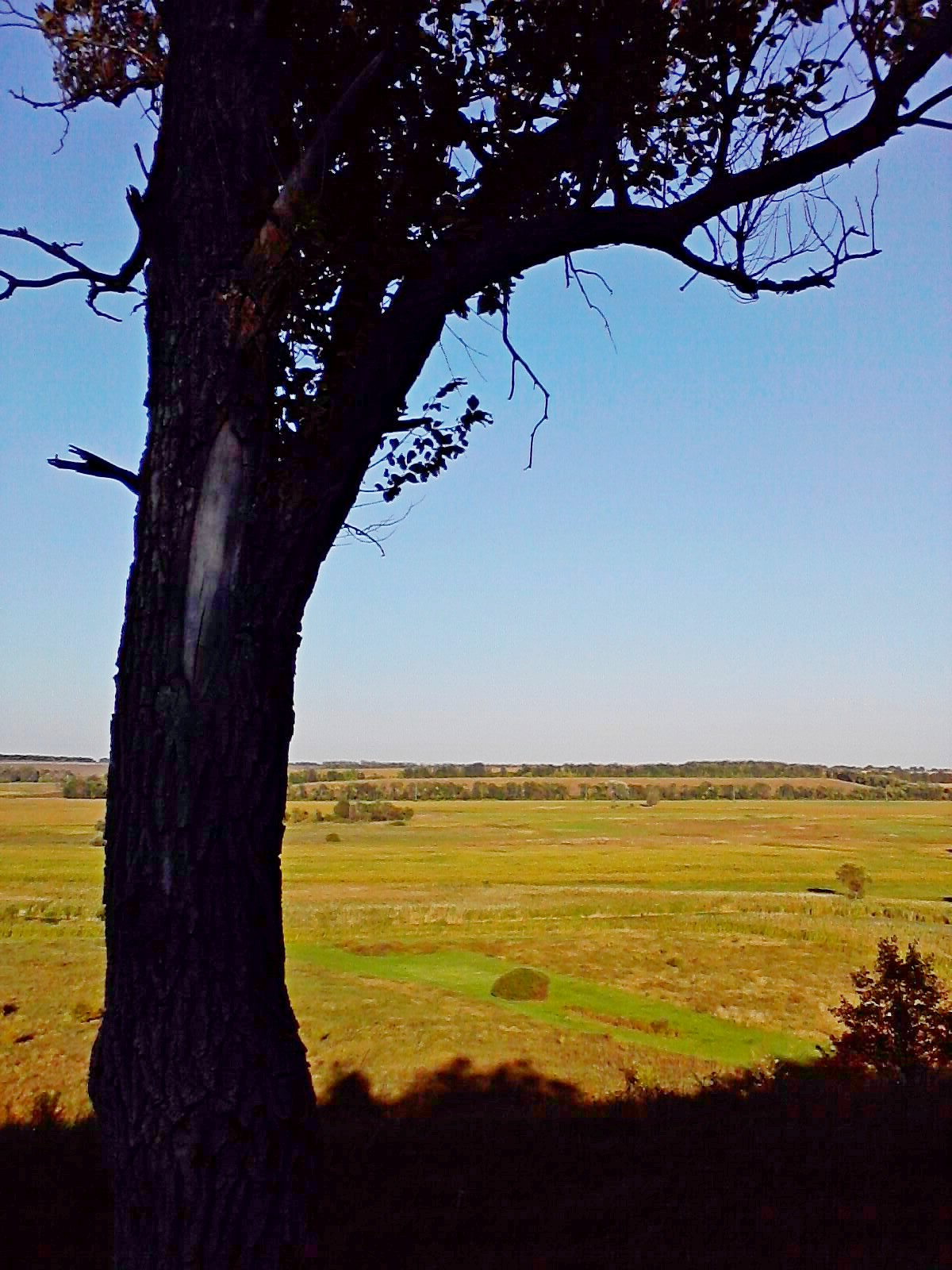
Луки